# لخضر عجالي
لخضر عجالي (مواليد 18 يوليو 1972 في الجزائر العاصمة) هو مدرب كرة قدم جزائري ولاعب سابق في خط الوسط.